# Leśniaki (sielsowiet Wołkowysk)
Leśniaki (biał. Леснякі; ros. Лесняки) – wieś na Białorusi, w obwodzie grodzieńskim, w rejonie wołkowyskim, w sielsowiecie Wołkowysk.
W dwudziestoleciu międzywojennym leżała w Polsce, w województwie białostockim, w powiecie wołkowyskim, w gminie Biskupice.